# پلاتس بورگ (نیویورک)
پلاتس بورگ (به انگلیسی: Plattsburgh) شهری در شهرستان کلینتون ایالت نیویورک است که در سرشماری سال ۲۰۱۰ میلادی، ۱۹۹۸۹ نفر جمعیت داشته است. پلاتس بورگ، به‌طور رسمی در تاریخ ۱۹۰۲ میلادی به‌عنوان یک شهر شناخته شد.